# ZiU-10

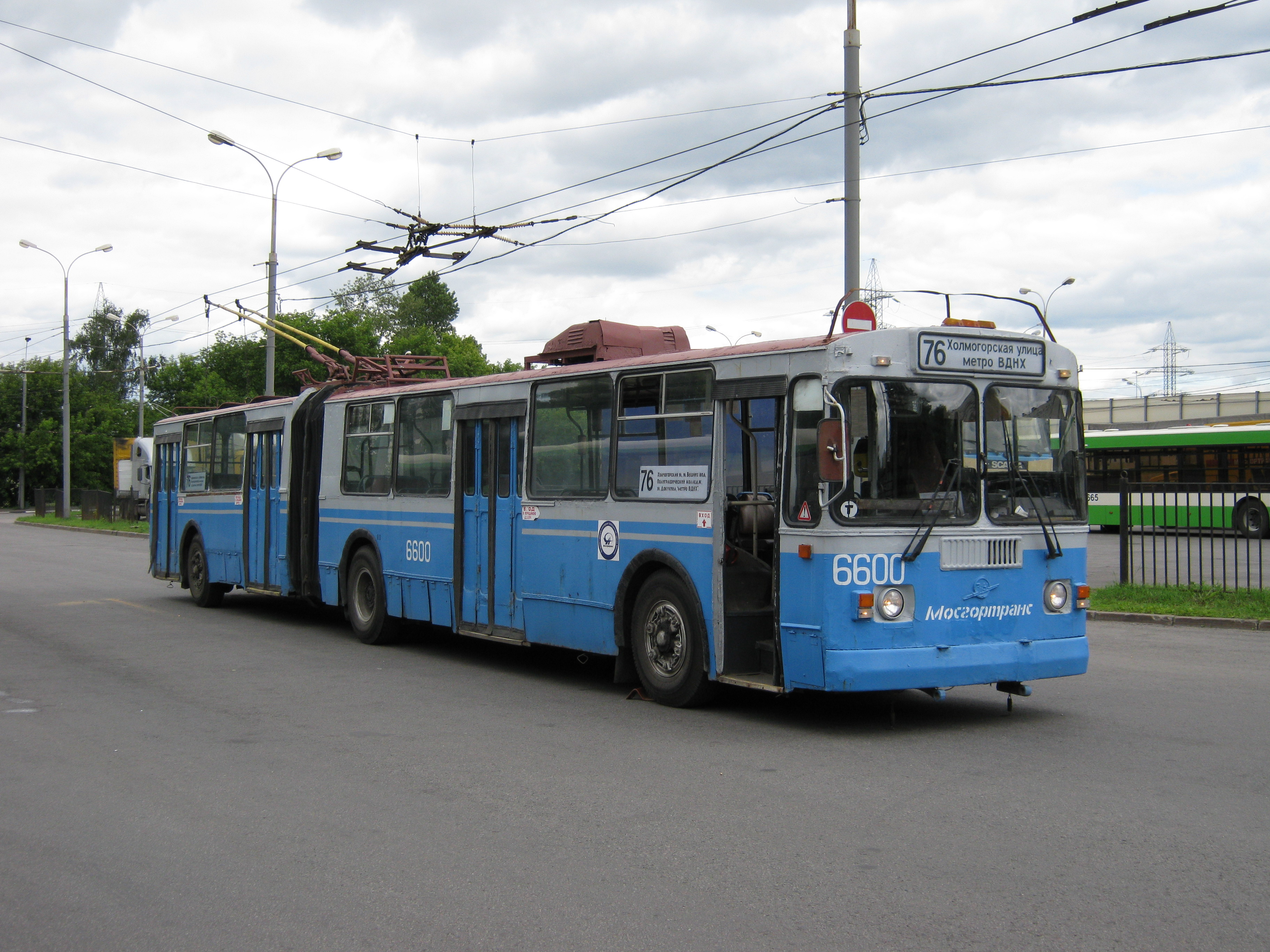
ZiU-10

ZiU-10(러시아어: ЗиУ-10) 또는 Ziu-683(러시아어: ЗиУ-683)은 러시아 옌겔스에 위치한 버스 제조 회사인 우리츠키 공장에서 제조한 삼축 트롤리버스이다. 이전에 생산된 ZiU-9, ZiU-682에서 파생된 디자인을 갖고 있으며 1978년에 첫 번째 프로토타입이 제조되었다. 1986년부터 2008년까지 생산되었고 러시아와 독립국가연합 국가의 주요 도시에서 사용되었다.

## 파생
- ZiU-683: 기본형 (1986년 ~ 2002년)
- ZiU-683B00: ZiU-682B00에 사이리스터 규정을 적용한 버전 (1982년 ~ 1995년)
- ZiU-683V00: ZiU-682V00에 저항성 접촉기 조절이 가능하도록 개량한 버전 (1991년 ~ 1995년)
- ZiU-683V01: 컨택터 제어 기능을 향상시킨 버전 (1992년 ~ 1995년)
- ZiU-6205: ZiU-682G0A를 ZiU / Trolza에 맞도록 현대화한 버전 (1993년 ~ 2002년)
- Trolza-6205, ZiU-62052: ZiU-682G-016.02를 현대화한 버전 (2001년 ~ 현재)